# Celina aculeata
Celina aculeata är en skalbaggsart som beskrevs av Aubé 1838. Celina aculeata ingår i släktet Celina och familjen dykare. Inga underarter finns listade i Catalogue of Life.